# 1802년 영국 총선
대브리튼과 아일랜드 연합왕국 성립으로 소집된 제헌 의회가 해산되고 새 의회가 소집되었다

## 배경
토리당 수상 헨리 애딩턴은 휘그당과 토리당 사이의 거국 내각을 구성한다.
전임 수상 윌리엄 피트는 아일랜드 가톨릭 허용 문제로 조지3세와 이견차를 보이다 사퇴했으나, 토리당내 영향력은 유지되어 애딩턴 내각 뒤에서 별개의 파벌로 존재했다.
1802년 3월 25일 아미앵 조약이 체결되면서 전쟁이 끝났고, 거국내각은 해체되었다.

## 선거 결과
| 정당         | 의석 수 |
| ------------ | ------- |
| 토리당       | 383석   |
| 휘그당       | 269석   |
| 친피트토리당 | 6석     |
| 합계         | 658석   |